# Пшеник
Пшеник је насељено место у Босни и Херцеговини у општини Јајце. Административно припада Федерацији Босне и Херцеговине, односно њеном Средњобосанском кантону. Према попису становништва из 2013. у насељу је било 341 становника, а већинску популацију у насељу чинили су Бошњаци.

## Становништво
По последњем службеном попису становништва из 2013. године у насељу Пшеник живело је 341 становника, а село је било етнички хомогено са већинском бошњачком популацијом.
| Националност | 2013. | 1991.        | 1981.        | 1971.        |
| Бошњаци      | —     | 407 (99,03%) | 377 (94,96%) | 405 (91,01%) |
| Хрвати       | —     | 1 (0,24%)    | 1 (0,25%)    | 37 (8,31%)   |
| Срби         | —     | 0            | 0            | 0            |
| Југословени  | —     | 0            | 19 (4,78%)   | 0            |
| остали       | —     | 3 (0,73%)    | 0            | 3 (0,67%)    |
| Укупно       | 341   | 411          | 397          | 445          |